# Sentinel Subsea System

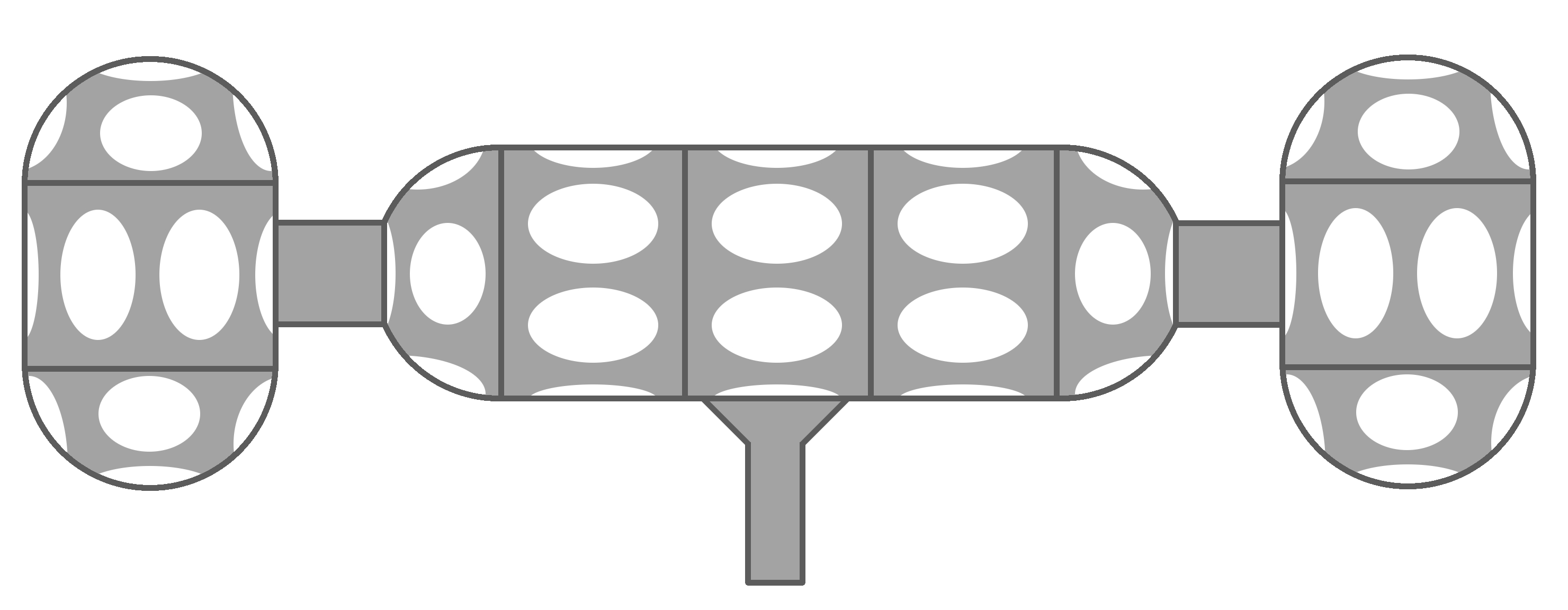
Das Modul Guardian des Sentinel Subsea Systems mit zwei Kupplungen für weitere Module

Sentinel Subsea System (englisch für Wachposten Untersee-System) ist der Name eines geplanten Unterwasser-Habitats der britischen Firma DEEP Research Lab Ltd. in Bristol.
Unter dem Motto „Mission to make humans aquatic“ (englisch für Mission, Menschen wasserlebend zu machen) kündigte das britische Unternehmen DEEP am 4. August 2023 die Entwicklung eines modularen Unterwasser-Habitats namens Sentinel an. Der Schwerpunkt dieses Konzepts liegt auf Bewohnbarkeit, Modularität, Wiederverwendbarkeit sowie einem multinationalen Ansatz und Zielgruppen wie Raumfahrt-Simulationen und Unterwasserarchäologie. Das Habitat soll in einer maximalen Tiefe von 200 Metern einsetzbar sein und unter Umgebungsdruck wie auch Oberflächendruck operieren können.

## Komponenten
Die Anlage ist in drei verschiedene Komponenten unterteilt:

### Vanguard
Im September 2024 wurde ein kleines Habitat namens Vanguard (englisch für Vorhut) als Vorläufer des Habitats Sentinel vorgestellt, das in der Lage sein wird, drei Besatzungsmitglieder auf einer Tiefe von bis zu 100 m für 7 Tage zu beherbergen. Das röhrenförmige Habitat hat einen Durchmesser von etwa 2 m und ist in einen etwa 4 m langen Wohnbereich und eine etwa 2 m lange Schleuse unterteilt. An diese Kammer ist ein Einstiegsbereich samt Moonpool gekoppelt. Es ist auf eine Plattform montiert, die auf drei Stützbeinen steht, von denen zwei seitlich ausgefahren werden können, um eine höhere Stabilität zu erzeugen. Das gesamte Habitat ist mit einer futuristisch anmutenden Verkleidung versehen und soll in einsatzbereitem Zustand insgesamt 12 m lang, 4 m hoch und 7,50 m breit sein. Dabei wird es über Umbilicals (Versorgungs-Leitungen) von der Wasseroberfläche versorgt, ist aber auch dazu in der Lage, autonom zu operieren. Vanguard ist aufgrund der geringen Größe ein mobiles Habitat, das leicht an verschiedene Einsatzorte transportiert werden kann.
Das erste Exemplar des Habitats Vanguard war für Anfang 2025 vorgesehen.

### Guardian
Das röhrenförmige Habitat Guardian (englisch für Wächter) mit einem Durchmesser von 6 m ist das erste Modul des Sentinel-Systems. Es besteht aus mehreren aneinander gefügten Ring-Segmenten, die jeweils über fünf bis sechs runde Fenster verfügen. Durch die Anzahl dieser Ringe sind Konfigurationen verschiedener Länge möglich. Die so entstehenden Röhren werden durch halbkugelförmige Endkappen abgeschlossen, die über vier seitliche und eine zentrierte Kupplungsöffnung verfügen. Diese können als Fenster oder als Verbindungen zu anderen Modulen umgebaut werden. Der Innenbereich des vorgestellten Habitats ist für zwei Etagen vorgesehen, die mit modernen Kabinen und Bädern, sowie Küche, Kontrollraum, Nassbereich und Labor eingerichtet sind. Luftfeuchtigkeit und Temperatur der Bereiche hinter dem Nassbereich werden durch ECU’s (Environment Control Units, deutsch: Umweltkontrollgeräte) gesteuert. Die runden Fenster haben einen Durchmesser von zwei Metern und sind mit 250 Millimeter starken Rahmen aus gedrucktem Stahl mit der Habitat-Hülle verbunden.
Guardian ist für sechs Besatzungsmitglieder ausgelegt, die vorerst 28 Tage im Habitat verbringen sollen, um diese Zeitspanne anschließend bis auf mehrere Monate auszuweiten. Der Einstieg an der Unterseite wird vier Meter über dem Meeresgrund liegen.
Durch schlauchgeschützte Luftversorgung ist es Tauchern möglich, sich bis zu 100 Meter vom Habitat zu entfernen. Dabei kommt anstelle von Rebreather-Tauchgeräten sogenannte Reclaimer zum Einsatz. Die Versorgungsschläuche (Umbilicals) beinhalten Luftversorgung, Kommunikation, Energie für beheizte Tauchanzüge und Beleuchtung, Übertragungsleitungen für Helm-Videokameras und die Telemetrie der Tauchgeräte.
Das Habitat wird auf einem Gestell am Meeresgrund verankert. Nach dem Einsatz soll das Habitat wieder geborgen werden können, während das Gestell am Meeresgrund verbleibt und zu einem künstlichen Riff wird. Der Transport zum Ort des Einsatzes soll in Einzelteilen stattfinden und dann vor Ort verschweißt werden.
Die Klassifizierung wird durch die norwegische Firma Det Norske Veritas (DNV) vorgenommen.
Das erste Guardian-Habitat ist für Ende 2027 vorgesehen.

### Multispan
Über zusätzliche Eckmodule, bestehend aus einem aufrechten Ringsegment und zwei Endkappen, können weitere Habitate angedockt werden, um so beispielsweise drei Guardian-Module mithilfe von drei Eck-Modulen zu einem Dreieck zu verbinden. Vorgestellt wurde auch eine Konfiguration mit zwei übereinander verbauten Dreiecks-Anordnungen, also sechs miteinander verbundene Guardian-Habitate.
Spezielle Tauchboote von der Oberfläche können an die Oberseite der Eckmodule ankoppeln. In Notfällen können beispielsweise Verletzte über eine Schiene an der Decke (englisch: Rescue Traverse Line) vom Einstieg an der Unterseite durch das gesamte Habitat bis zum Tauchboot-Dock transportiert werden.

## Produktion
Ende 2024 kündigte DEEP den Bereich Deep Manufacturing an, in dem auch die einzelnen Komponenten des Sentinel-Habitats produziert werden. Dazu dienen mehrere firmeneigene 3D-Drucker, die durch additives Auftragschweißen (engl. Wire Arc Additive Manufacturing, WAAM) auch großskalige Komponenten fertigen können. Bei diesem Verfahren wird mit einem Lichtbogen Draht schichtweise aufgetragen, um komplexe Geometrien zu fertigen.
Ende 2024 ging der Bau einer Replik des ersten Habitats in die letzte Bauphase. Dieser Habitat-Simulator soll dazu dienen, Taucher auszubilden, Betriebsverfahren zu entwickeln und Funktionalitäten zu testen. Er ist allerdings nicht tauchfähig und wird an der Oberfläche zu Simulationszwecken eingesetzt.
Der erste Prototyp des Sentinel-Habitats wird im firmeneigenen künstlichen See in Gloucestershire getestet. Dieser See besteht aus einem gefluteten Steinbruch auf dem Firmengelände der Firma DEEP, ist 650 Meter lang, 100 Meter breit und 80 Meter tief.

## Finanzierung
DEEP wird von einem privaten Investor finanziert, der weiterhin anonym bleibt (Stand Anfang 2025). Er sei bereit, hunderte Millionen Pfund und mehr zu investieren, um „das Verständnis über die Weltmeere und ihre kritische Rolle für die Menschheit zu verbessern“. Das Ziel sei, für immer im Meer zu leben und permanente menschliche Siedlungen in allen Meeren der Welt zu haben.

## Weiteres
2023 erwarb DEEP zusätzlich das Forschungsschiff Flip (Floating Instrument Platform) und begann es, in der Werft MB92 im südfranzösischen La Ciotat zu renovieren. Es soll Anfang 2026 wieder einsatzbereit sein.